# Nagamochi Akinori
 (mai 2024).
Nagamochi Akinari (永持 明徳) (1845-1904) est un officier de l'armée japonaise. Il finit lieutenant-colonel dans l'artillerie. Après sa retraite de l’armée, il est le premier directeur de l'Université Tokugawa Ikuei (actuellement Université d'agriculture de Tokyo) et membre du conseil municipal de Tokyo.

## Carrière
Nagamochi Akinori naît dans la province de Kazusa, dans la famaille Goroji. Il est adopté par Tojiro Nagamochi, un serviteur (永持亨次郎 ()) du shogunat, et étudie les « études néerlandaises » (rangaku) à Nagasaki à la fin de la période Edo. 

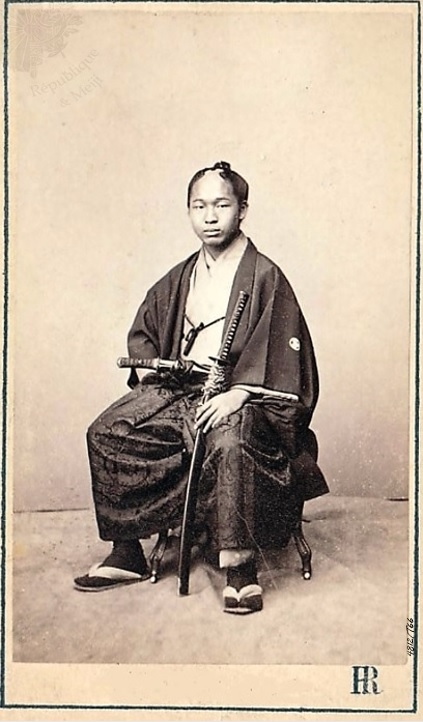
Nagamochi Akinori, 1862.

Il suit son oncle Shibata Takenaka en Europe lors de la première ambassade japonaise en Europe, en 1862. Par la suite, il devient chef du bureau d’arpentage pour l’artillerie. Après avoir été blessé lors de la bataille de Toba-Fushimi, il sert comme professeur de troisième classe à l'Académie militaire de Numazu, puis est transféré à l'Académie militaire d'Osaka en 1869. En novembre 1873 (Meiji 6), il est nommé commandant du 1er bataillon d'artillerie de la garde et en février 1874 (Meiji 7), il est promu major de l'armée. Par la suite, il est directeur de la première division du troisième bureau du ministère de la Guerre et directeur de la division du personnel du bureau de l'artillerie et, en mars 1881 (14 Meiji), il est nommé directeur adjoint du corps d'instruction de l'armée. Il est promu lieutenant-colonel de l'artillerie de l'armée en septembre de la même année. Il est démis de ses fonctions le 7 octobre 1884 (17 Meiji) et invité à prendre sa retraite le 13 mars 1888 (21 Meiji). Il est transféré à l'armée de réserve à la même date. Plus tard, en mars 1891 (24 Meiji), il devient le premier directeur du département de l’agriculture fondé par le vicomte Enomoto Takeaki, au sein de l’école Ikueiko de la Fondation Tokugawa Ikuei-Kai (徳川育英会育英黌農業科 ()), qui deviendra plus tard l'Université d'agriculture de Tokyo (東京農業大学 ()).